# Last Resort (singolo)
Last Resort è il singolo di debutto dei Papa Roach contenuto nell'album Infest del 2000 e pubblicato dalla DreamWorks Records il 18 settembre 2000.

## Descrizione
Il testo parla del suicidio e dei motivi per i quali lo si compie, per questo e per altre volgarità come la parola "fuck" la canzone è stata censurata. La prima versione del brano, mai pubblicata, era in origine una canzone rap su pianoforte.
Il riff principale sembra essere un campionamento ripetuto proveniente dalla canzone strumentale "Genghis Khan" degli Iron Maiden contenuta nell'album Killers. I Papa Roach hanno comunque sempre negato di aver campionato o plagiato la canzone.
La versione in fase di lavorazione di Last Resort, insieme a quelle di Broken Home e She Loves Me Not, faceva parte del demo composto nel 1999 per la Warner Bros.

## Video musicale
Il video, diretto da Marcos Siega, mostra i Papa Roach che si esibiscono dal vivo circondati dai loro fan ed inquadrature di questi ultimi nelle loro stanze e in momenti di depressione. Inoltre appaiono numerosi poster della stazione radio di Sacramento 98 Rock, la quale aiutò i Papa Roach ad iniziare la loro carriera.

## Tracce
1. Last Resort
2. Broken Home (Live Radio 1 Evening Session)
3. Dead Cell (Live Radio 1 Evening Session)
4. Last Resort (video)

## Formazione
- Jacoby Shaddix – voce
- Jerry Horton – chitarra
- Tobin Esperance – basso
- Dave Buckner – batteria

## Classifiche
| Classifica (2000)                    | Posizione massima |
| ------------------------------------ | ----------------- |
| Canada                               | 15                |
| Regno Unito                          | 3                 |
| Stati Uniti (Mainstream Rock Tracks) | 4                 |
| Stati Uniti (Modern Rock Tracks)     | 1                 |
| Stati Uniti                          | 57                |

## Versioni
- Della canzone esiste un mash-up con When You Look at Me di Christina Milian, intitolato When You Look at My Last Resort e creato da MTV nel 2006.
- Nel 2023 la canzone è stata riproposta, in veste musicale completamente diversa, dal gruppo metalcore Falling in Reverse.[19]